# Ходота

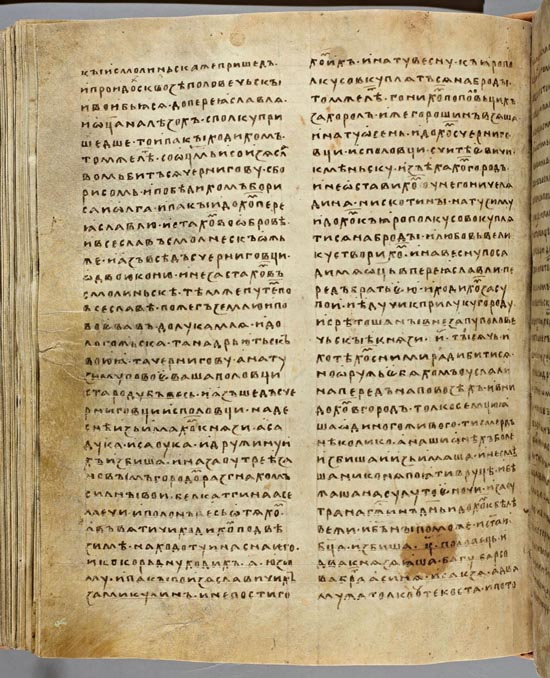
Лист летописи с упоминанием Ходоты

Ходота — вождь восточнославянского племени вятичей, живший в конце XI века.
Ходота с сыном единственный раз упоминаются в «Поучении» Владимира Мономаха (Лаврентьевская летопись, 81об.), в котором киевский князь сообщает о двух своих зимних походах в землю вятичей на их центр Корьдно (Кордно): «А въ вятичи ходихомъ по двѣ зимѣ на Ходоту и на сына его, и ко Корьдну ходихъ 1-ю зиму; ...».
По мнению А. А. Зализняка, имя Ходота близко по структуре к имени суздальца Ходуты (Ходутинича), упомянутого в новгородской свинцовой грамоте (пластине) №1.